# 南十字座BZ
南十字座BZ，又名CP-62 2898，HD 110432、SAO 252002、HR 4830，是南十字座的一颗恒星，视星等为5.31，位于銀經301.96，銀緯-0.2，其B1900.0坐标为赤經12h 36m 58.1s，赤緯-62° -0.2′ 36″。